# 沙生阿魏
沙生阿魏（学名：Ferula dubjanskyi）是伞形科阿魏属的植物。分布在哈萨克斯坦以及中国大陆的新疆等地，多生长在沙漠、戈壁荒漠中的沙地及沙丘上，目前尚未由人工引种栽培。